# Бечку (гора)
Бечку, Лысая — гора в Крыму, на северном отроге Ай-Петринской яйлы, хребте разделяющем Бельбекскую и Байдарскую долины. Высота главной вершины 798 метров над уровнем моря. Имеет безлесную куполообразную вершину, вздымающейся над лесом, на восточном склоне вверху скальный выступ. В 2.5 км к северу-северо востоку село Богатое Ущелье.

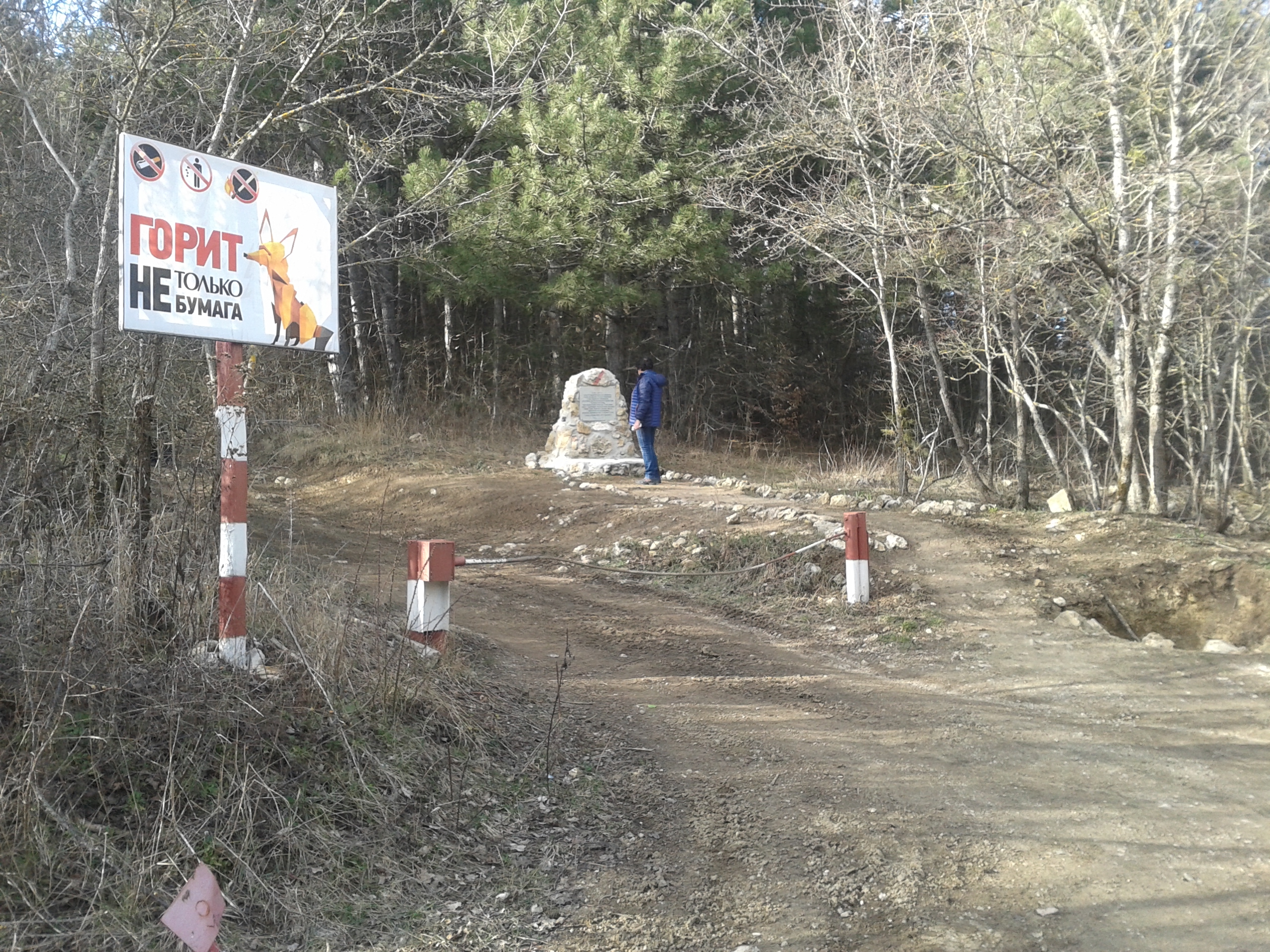
Памятный знак партизанам на перевале Кабаний, восточный склон горы Бечку

Ложбина между горой Бечку и вершиной Караул (761 м) образует перевал Бечку (Кабаний), через который проходит дорога из Бельбекской в Байдарскую долину.
Входит в территорию Ландшафтного заказника «Байдарский».
Место пешеходного туризма. Через неё проходит несколько туристических маршрутов. Видовые точки на север на Бельбекскую и на юг на Байдарскую долины. Вершина южного отрога высотой 784 м в некоторых источниках указана как отдельная гора с тем же названием (Бечку-Кая). На северо-восточном склоне расположена турстоянка «Богатое Ущелье».